# British Journal of Pharmacology
Il British Journal of Pharmacology è una rivista medica bisettimanale sottoposta a revisione paritaria, che tratta tutti gli aspetti della farmacologia sperimentale. È pubblicato dalla casa editrice Wiley-Blackwell per conto della British Pharmacological Society. È stata fondato nel 1946 col nome di British Journal of Pharmacology and Chemotherapy ed è stato originariamente pubblicato dalla British Medical Association.
Nel 1968 il titolo fu modificato in quello attuale.
L'attuale caporedattore è Péter Ferdinandy.  Tra i precedenti caporedattori figurano Amrita Ahluwalia, Ian McGrath, Humphrey Rang, Alan North, Phil Moore, Bill Large e Tony Birmingham. Una rivista gemella, anch'essa pubblicata per la British Pharmacological Society da Wiley-Blackwell, è il British Journal of Clinical Pharmacology. La rivista pubblica articoli di ricerca, articoli di revisione, commenti e corrispondenza in tutti i campi della farmacologia. Pubblica anche numeri a tema e supplementi.

## The Concise Guide to PHARMACOLOGY
Il The Concise Guide to PHARMACOLOGY (Guida concisa alla farmacologia) è un supplemento del British Journal of Pharmacology che sostituisce la "Guida ai recettori e ai canali". È prodotta in collaborazione con il Comitato di nomenclatura dell'Unione internazionale di farmacologia clinica e di base (International Union of Basic and Clinical Pharmacology).
L'attuale versione, The Concise Guide to PHARMACOLOGY 2019/2020, è stata pubblicata nel dicembre 2019 e curata da Stephen Alexander, Eamonn Kelly, Alistair Mathie, John Peters ed Emma Veale. Questa edizione è una raccolta dei principali target farmacologici suddivisi in sette sezioni: Recettori accoppiati a proteine G, canali ionici, recettori catalitici, recettori nucleari, trasportatori ed enzimi. Questi sono presentati con una guida alla nomenclatura e informazioni di sintesi sui migliori strumenti farmacologici disponibili, insieme a suggerimenti per ulteriori letture. È disponibile gratuitamente online e anche in formato cartaceo. Le edizioni precedenti della Guide to Receptors and Channels (Guida ai recettori e ai canali) sono disponibili su PubMed Central. Il contenuto della Concise Guide to PHARMACOLOGY è disponibile anche tramite il portale online Guide to PHARMACOLOGY.

## Indicizzazione
Gli abstract e gli articoli sono indicizzati+ dai seguenti database bibliografici:
- Academic OneFile[4]
- Academic Search[4]
- BIOSIS Previews[5]
- CAB Abstracts[6]
- Chemical Abstracts[7]
- Chimica[4]
- CINAHL[8]
- Current Contents/Life Sciences[5]
- Elsevier BIOBASE[4]
- Embase[4]
- Global Health[9]
- Index Medicus/MEDLINE/PubMed[10]
- Science Citation Index Expanded[5]
- Scopus[4]
- Tropical Diseases Bulletin[11].